# Relations entre le Japon et la Thaïlande
Les relations entre le Japon et la Thaïlande s'étendent sur une période allant du XVIIe siècle à aujourd'hui. Les contacts ont commencé très tôt avec le commerce des navires japonais (shuinsen) et l'installation de communautés de Japonais sur le sol siamois, interrompus seulement par l'application de la période d'isolement du Japon. Les contacts ont repris au XIXe siècle et se sont si développés que le Japon est aujourd'hui l'un des premiers partenaires économiques de la Thaïlande. Les deux pays partagent le fait de n'avoir jamais été colonisés.

## Premiers contacts
Dès 1593, les chroniques siamoises notent que le roi siamois Naresuan avait 500 soldats japonais dans son armée quand il a défait Phra Maha Uparaja, le prince héritier birman, lors d'une bataille d'éléphants.
En décembre 1605, John Davis, un célèbre explorateur anglais, a été tué par des pirates japonais au large de la côte du Siam (Thaïlande), devenant de ce fait le premier Anglais tué par un Japonais.

## Shuinsen

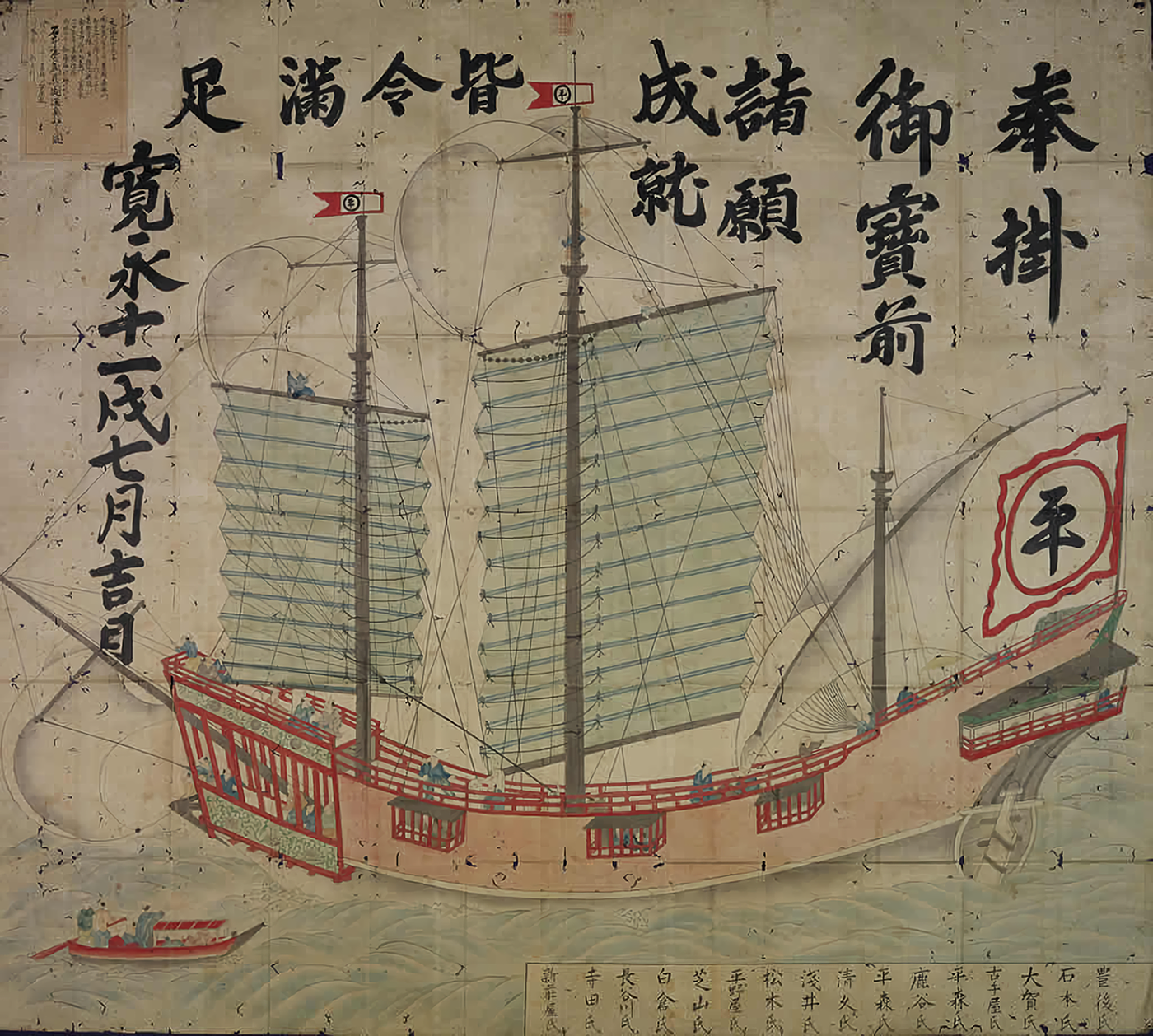
Un shuinsen japonais de 1634. Musée de la Science navale de Tokyo.

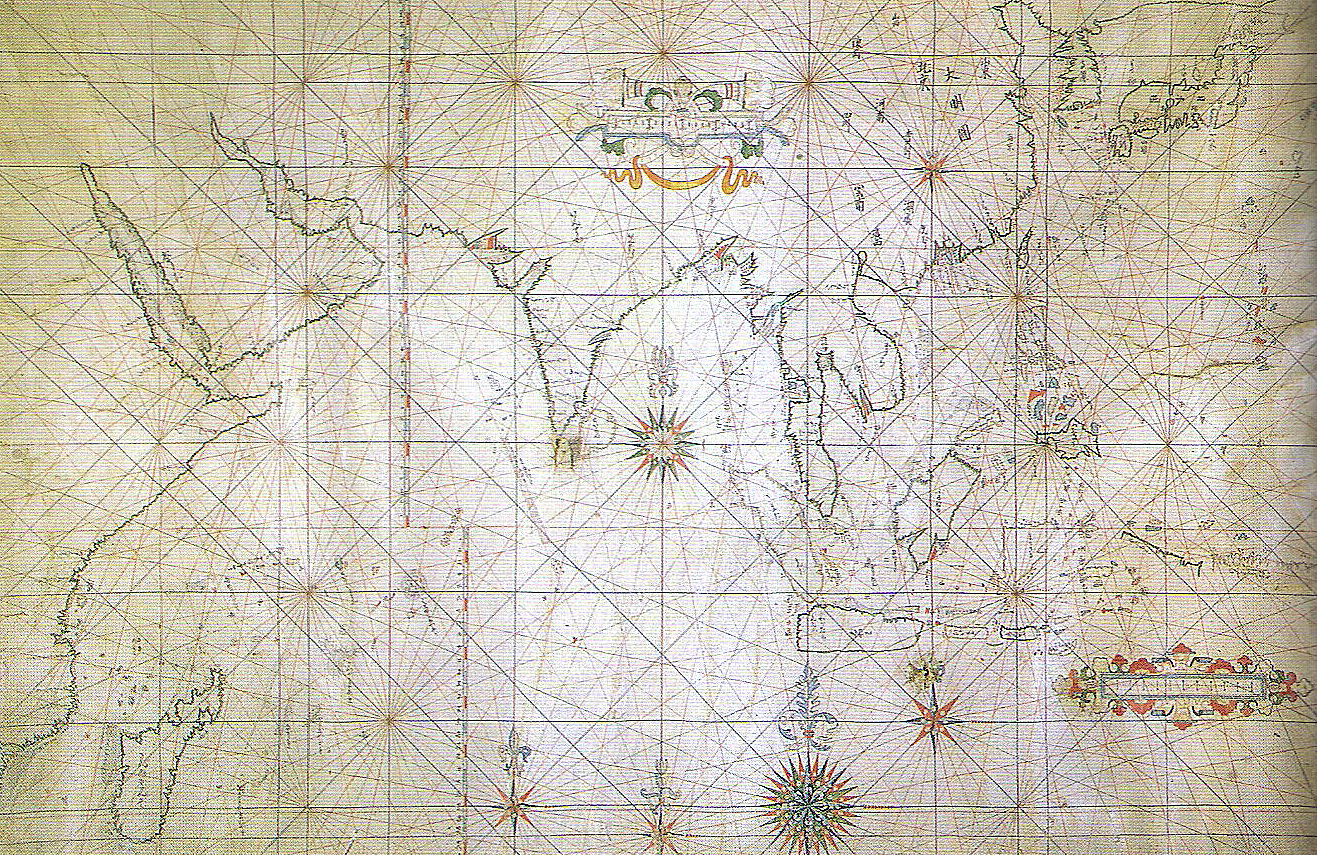
Un portulan japonais représentant l'océan Indien et les côtes de l'Asie orientale, début du XVIIe siècle.

Environ 56 shuinsen ont été enregistrés vers le Siam entre 1604 et 1635. Aux alentours de 1620, le commerce entre le Siam et le Japon était plus important que le commerce total du Siam avec toutes les autres nations.
Une colonie japonaise fut établie au Siam. Celle-ci était utilisée pour les échanges, en particulier l'exportation de peaux de cerfs et de sappan vers le Japon en échange d'argent japonais et d'artisanat japonais (épées, boîtes laquées, papiers de haute qualité). Au Siam, le Japon était intéressé par les soies chinoises, les peaux de daims et les peaux de raies ou de requins (employées pour faire une sorte de chagrin pour les poignées et les gaines des épées japonaises).
Les Japonais ont été remarqués par les Néerlandais pour contester le monopole commercial de la Compagnie néerlandaise des Indes orientales (VOC), car leur forte position auprès du roi du Siam leur permettait d'acheter au moins 50 % de toute la production, ne laissant que de petites quantités de qualité moindre aux autres commerçants.
Le roi du Siam a envoyé de nombreuses ambassades au Japon : en 1621, une ambassade dirigée par Khun Pichitsombat et Khun Prasert, en 1623 une par Luang Thongsamut et Khun Sawat, et en 1626 une par Khun Raksasittiphon. Les lettres du roi Songtham font éloge du rapport entre les deux pays :

« L'existence d'une mer entre la Thaïlande et le Japon a rendu difficile le contact entre nos deux nations. Cependant, les navires marchands des deux nations relient maintenant habilement et régulièrement nos deux pays, les relations deviennent de ce fait de plus en plus étroites. Il est maintenant évident que vous (le Shogun) avez de l'affection sincère pour nous, une affection encore plus forte que celle de nos propres parents. »

— Lettre du roi Songtham.
Le shogun répondit en ces termes :

« Les relations cordiales entre nos deux pays ne peuvent plus être détruites. Puisque nous avons une confiance mutuelle, l'existence d'une mer entre nous n'est d'aucune importance. »

— Lettre du shogun Tokugawa au roi Songtham.

## Communauté japonaise au Siam

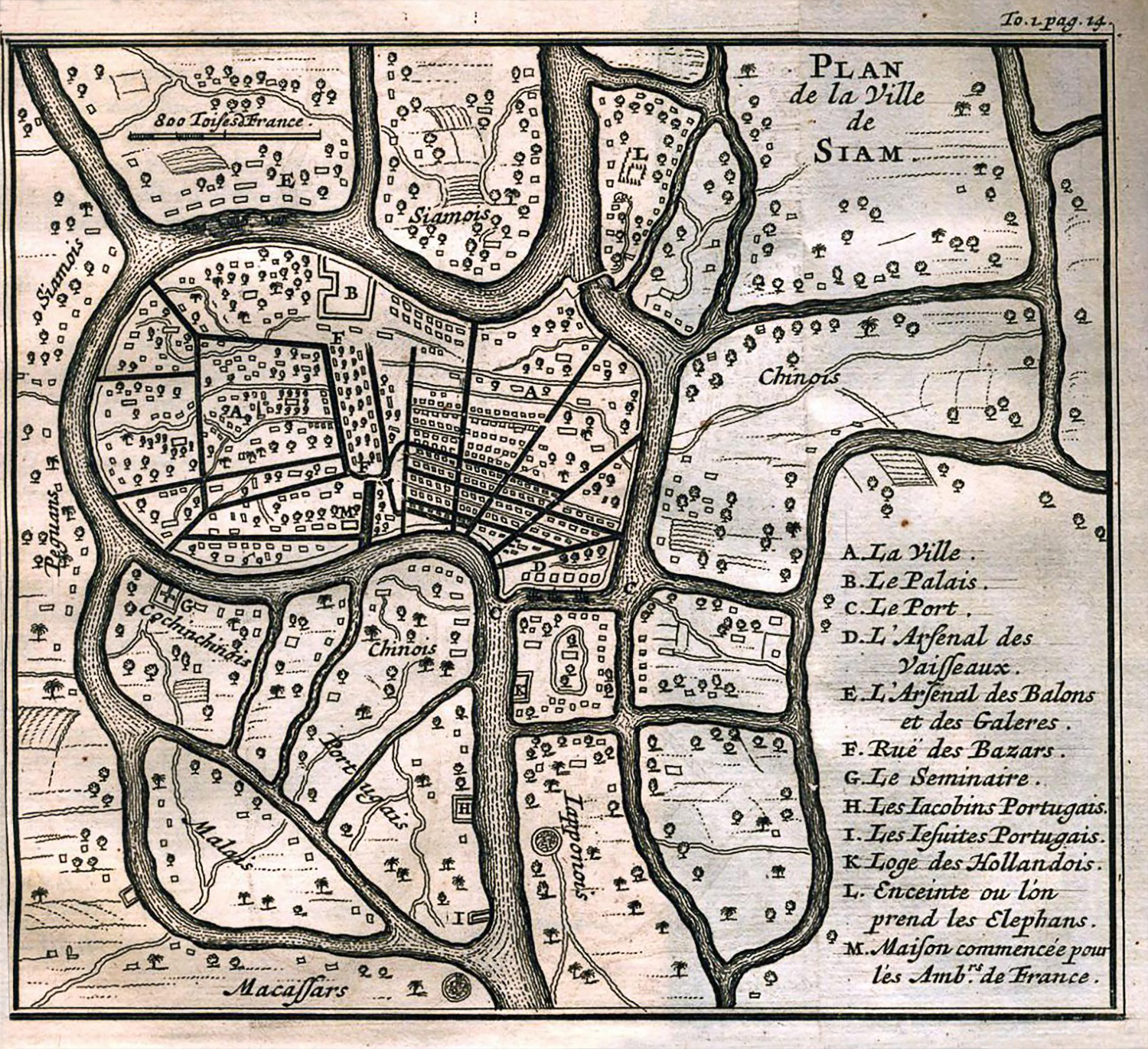
Le quartier japonais d'Ayutthaya est situé en bas au centre (« Japponois ») de la carte.

Les quartiers japonais d'Ayutthaya comptaient environ 1 500 habitants japonais (d'autres estimations donnent le chiffre de 7 000). La communauté était appelée Ban Yipun en thaï, et était dirigée par un chef japonais désigné par les autorités thaïes. Il semble y avoir eu une concentration de commerçants convertis au christianisme (« kirishitan ») qui s'étaient sauvés de leur pays d'origine vers différents pays de l'Asie du Sud-Est à la suite des persécutions d'Hideyoshi Toyotomi et d'Ieyasu Tokugawa, et il y avait également des anciens samouraïs rōnin qui avaient fait partie du côté perdant lors de la bataille de Sekigahara.
Le père António Francisco Cardim a raconté avoir administré le sacrement à environ 400 chrétiens japonais en 1627 dans la capitale thaïe Ayutthaya (« 400 christaos de japoes »). Il y avait également des communautés japonaises à Ligor et à Patani.
La colonie japonaise était très appréciée pour ses compétences militaires, et était organisée par le « Département des volontaires japonais » (Krom asa Yipun) du roi thaï.
Les contacts avec d'autres communautés n'étaient pas toujours aussi cordiales : en 1614, des hommes de la Compagnie anglaise des Indes orientales tuèrent huit Japonais dans un combat dans une ville du royaume d'Ayutthaya.

## Yamada Nagasama (1612-1630)

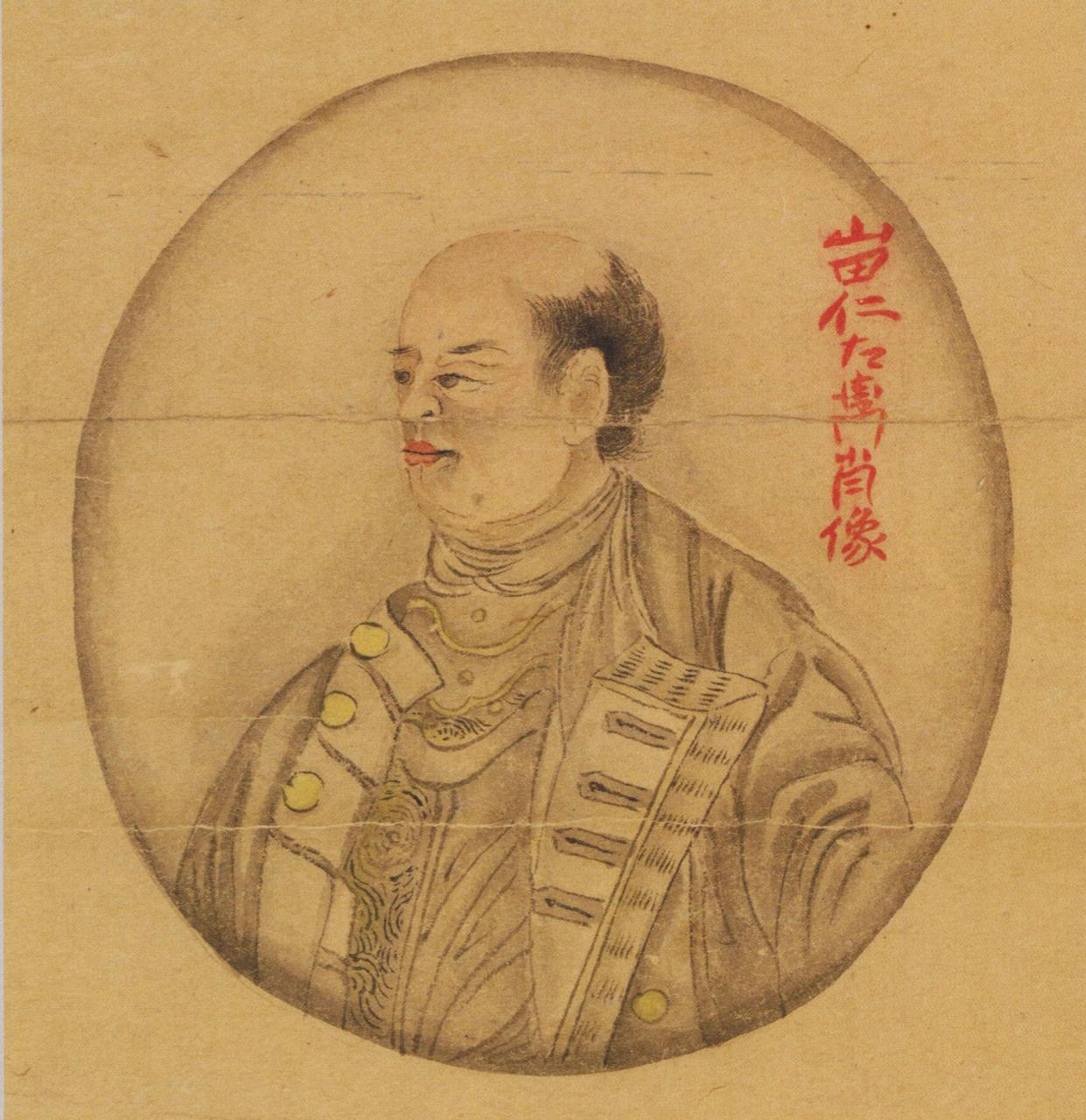
Portrait de Yamada Nagamasa (vers 1630).

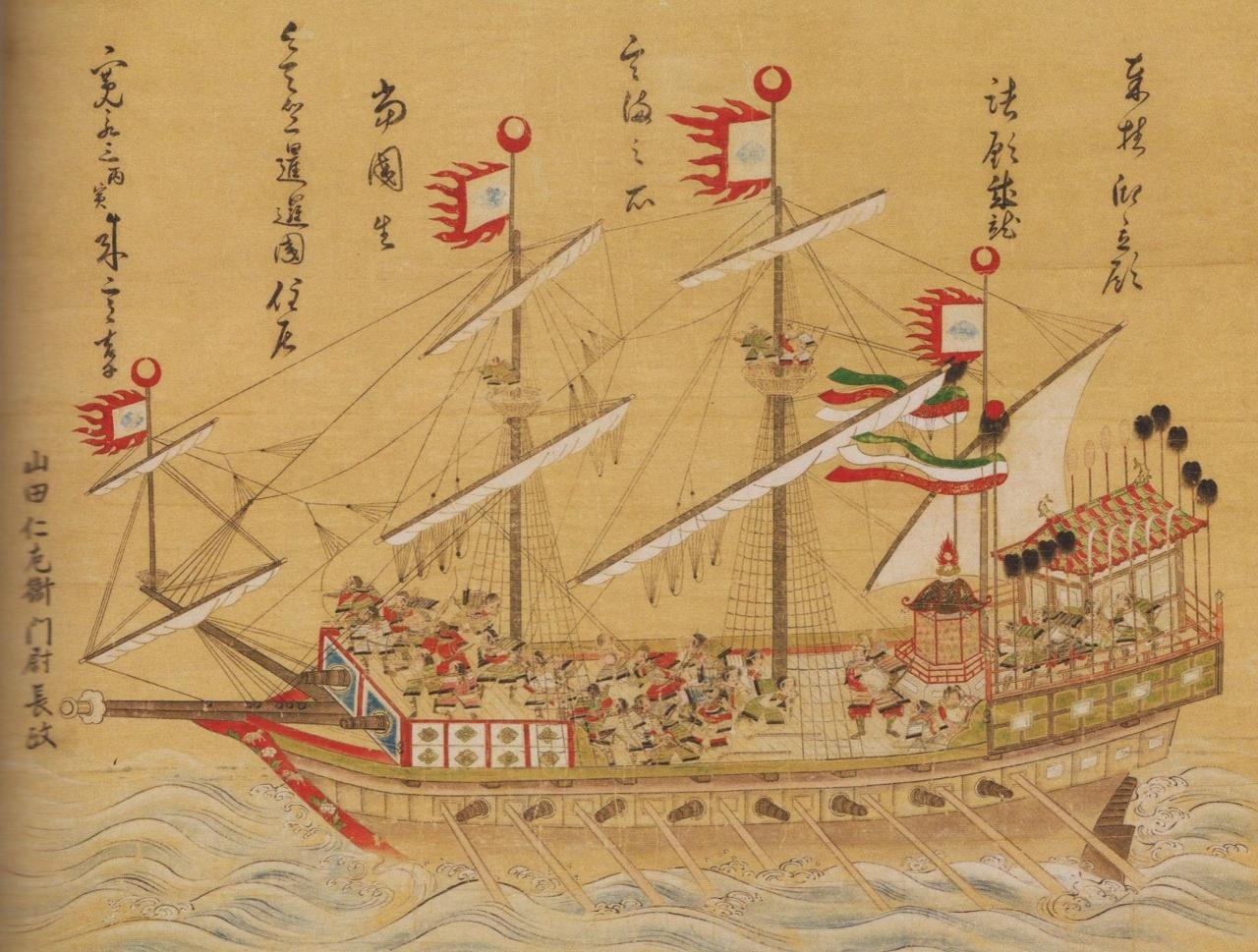
Navire de combat de Nagasama Yamada, peinture du XVIIe siècle. C'est ce bateau que Yamada utilisa pour aller du Siam au Japon.

Yamada Nagamasa, un aventurier japonais, devint très influent et gouverna une partie du royaume du Siam (Thaïlande) au cours de cette période. Il s'installa dans le royaume d'Ayutthaya (actuelle Thaïlande) en 1612 environ et devint le chef de la province de Nakhon Si Thammarat en Thaïlande méridionale.
Yamada devint le gouverneur de la colonie japonaise, et appuya les campagnes militaires du roi thaï Songtham, à la tête d'une armée japonaise battant pavillon japonais. Il combattit avec succès et fut finalement nommé en 1630 seigneur de Ligor (actuelle Nakhon Si Thammarat), dans la péninsule méridionale, accompagné par 300 samouraïs.
Après plus de douze ans au Siam, Nagamasa Yamada est allé au Japon en 1624 à bord d'un de ses bateaux et il a vendu une cargaison de peaux de cerfs siamoises à Nagasaki. Il est resté au Japon pendant trois ans, essayant d'obtenir un sceau rouge (l'autorisation de rentrer au Siam), mais est finalement parti en 1627 avec le statut de simple bateau étranger.
En 1629, Nagamasa Yamada a visité le Japon avec une ambassade du roi thaï Songtham avant de retourner au Siam, où il fut impliqué dans une guerre de succession à la suite de la mort du roi Songtham.

## William Adams (1614 et 1615)

L'aventurier anglais William Adams a fait du commerce entre le Japon et l'Asie du Sud-Est, dont le Siam.

L'aventurier anglais William Adams (1564-1620) qui était basé au Japon, a conduit plusieurs tractations entre le Japon et le Siam.
En 1614, Adams a souhaité organiser une expédition commerciale au Siam dans l'espoir de soutenir les activités et la situation financière du comptoir anglais au Japon. Il a acheté et a amélioré une jonque japonaise de 200 tonnes, rebaptisée le Sea Adventures, loué environ 120 marins et commerçants japonais ainsi que plusieurs commerçants chinois, un Italien et un commerçant castillan, le bateau, lourdement chargé, leva l'ancre en novembre 1614, pendant la saison des ouragans. Les négociants Richard Wickham et Edmund Sayers du personnel du comptoir anglais ont également participé au voyage. Le but était d'acheter de la soie brute, des marchandises chinoises, du bois de sappan, des peaux de daims et de raies (utilisées pour les poignées des épées japonaises), emportant seulement de l'argent (1 250 £) et 175 £ de marchandises (cotons indiens, laque et armes japonaises). Le bateau rencontra un ouragan près des îles Ryūkyū (actuel Okinawa) où il dut rester pour réparer du 27 décembre 1614 à mai 1615 avant le retour au Japon en juin 1615 sans avoir pu accomplir aucune transaction commerciale.
Adams quitta encore une fois le port de Hirado en novembre 1615 pour Ayutthaya au Siam avec l'intention de rapporter du bois de sappan pour le revendre au Japon. Comme l'année précédente, la cargaison consistait principalement dans de l'argent (600 £) et dans la marchandise japonaise et indienne invendue du voyage précédent. Enfin arrivé au Siam, il a acheté de grandes quantités de produits vendables, et même deux bateaux en plus pour transporter le tout. Adams navigua sur le Sea Adventure pour retourner au Japon avec 143 tonnes de bois de sappan et 3 700 peaux de daims, revenant à Hirado en 47 jours, (le voyage entier dura du 5 juin au 22 juillet 1616). Edmund Sayers, sur une jonque chinoise louée, a atteint Hirado en octobre 1616 avec 44 tonnes de bois de sappan. Le troisième bateau, une jonque japonaise, apporta 4 560 peaux de daims à Nagasaki en juin 1617 après avoir raté la mousson.

## Tokubei Tenjiku (1627-1630)

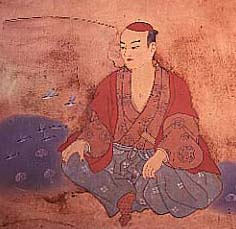
Tenjiku Tokubei, peinture du XVIIe siècle.

L'aventurier et écrivain japonais Tenjiku Tokubei (1612 - vers 1692) (JP : 天竺徳兵衛) a visité la Chine, le Vietnam et le Siam à bord d'un shuinsen japonais. Il resta quelque temps au Siam, visitera encore le pays à bord d'un des bateaux de l'aventurier hollandais Jan Joosten van Lodensteijn et retourna au Japon, très riche et en ayant beaucoup d'histoires à raconter.

## Restrictions des relations entre le Siam et le Japon
Après la mort de Yamada en 1630, le nouveau roi et usurpateur du trône de Siam Prasat Thong (1630-1655) a envoyé une armée de 4 000 soldats pour détruire la colonie japonaise d'Ayutthaya, mais beaucoup de Japonais sont parvenus à se sauver au Cambodge. Quelques années plus tard en 1633, des réfugiés d'Indochine ont pu revenir à Ayutthaya (300-400 Japonais). À partir de 1634, le shogun, informé de ces ennuis qu'il percevait comme des attaques à son autorité, refusa d'accorder un sceau rouge aux bateaux qui voulaient aller au Siam. Cependant, désireux de rétablir le commerce, le roi du Siam envoya un bateau et une ambassade au Japon en 1636, mais ils furent rejetés par le shogun. À cette époque-ci, le Japon se fermait au monde, pour se protéger essentiellement du christianisme, lançant la politique du « pays fermé », ou sakoku. Les Néerlandais assurèrent alors une grande partie du commerce lucratif Siam-Japon.

### Continuation du commerce
D'autres ambassades seront envoyées par la Thaïlande au Japon, en 1656 pendant le règne du roi Chaiyaracha et en 1687 pendant le règne du roi Narai. Bien que le Japon se soit fermé au commerce (surtout avec les pays occidentaux, excepté les Pays-Bas), beaucoup de jonques siamoises continuèrent de visiter le Japon : entre 1647 et 1700, environ 130 bateaux siamois furent enregistrés à Nagasaki.

### Communautés japonaises restantes au Siam
Les communautés japonaises sont cependant restées au Siam et de nombreux réfugiés des persécutions des chrétiens au Japon sont arrivés dans le pays après la promulgation de l'interdiction du christianisme au Japon en 1614 par Ieyasu Tokugawa. La célèbre Maria Guyomar de Pinha, épouse de l'aventurier grec Constantin Phaulkon, qui était devenu l'un des hommes les plus influents au Siam à la fin du XVIIe siècle, était à moitié japonaise. Dans la deuxième moitié du XVIIe siècle, des missionnaires catholiques français au Siam ont pris soin des chrétiens d'Annam et des communautés chrétiennes japonaises au Siam.
Puisque le shogunat Tokugawa avait interdit aux Japonais établis à l'étranger de retourner au Japon, surtout pour se protéger du christianisme, les communautés japonaises au Siam ont progressivement été absorbées  par la population locale.

## Reprise des contacts (XIXesiècle)

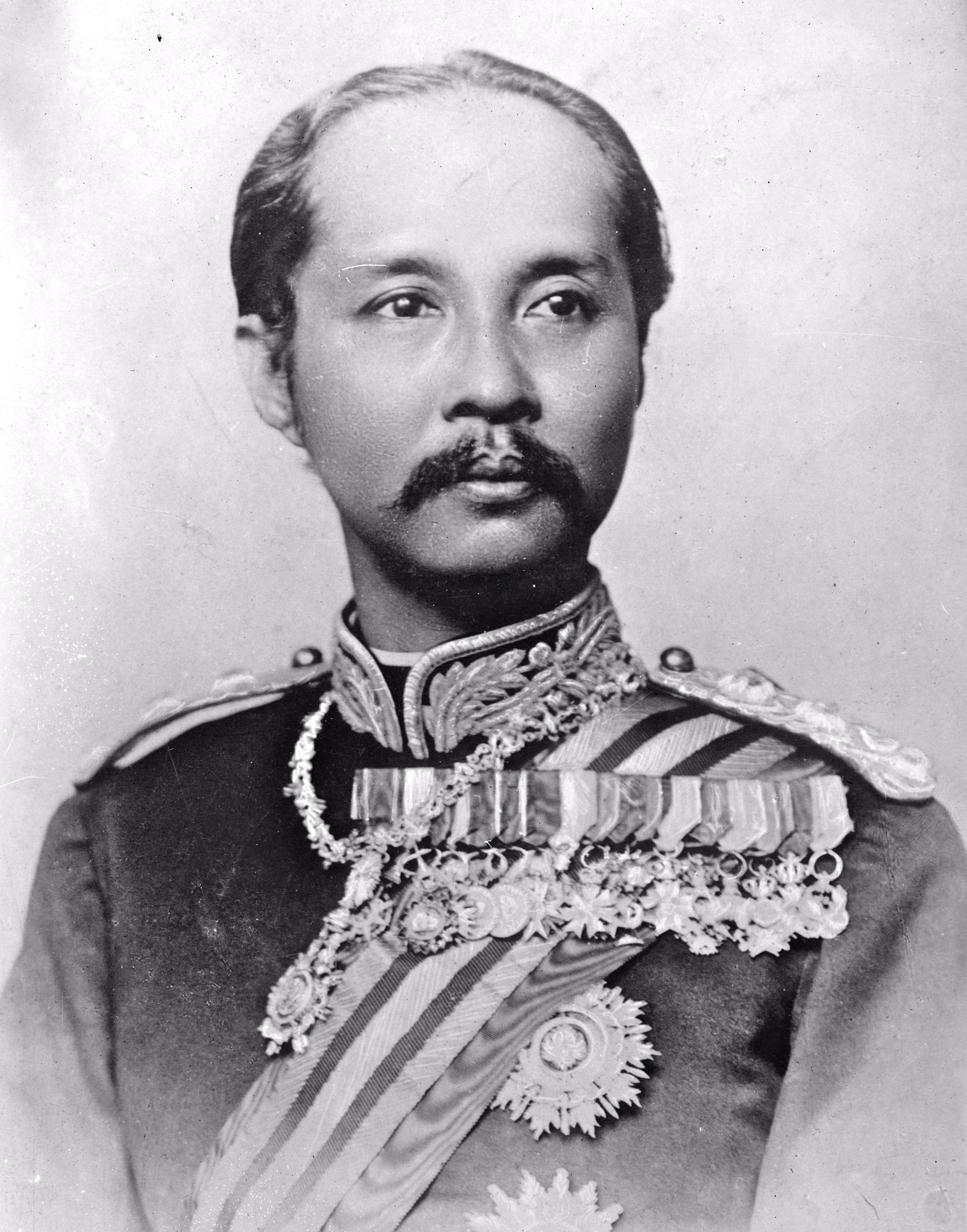
Le roi Chulalongkorn.

Les relations ont repris au XIXe siècle, avec l'établissement de la déclaration d'amitié et de commerce entre le Japon et le Siam en 1887, pendant les règnes de deux figures de la modernisation, le roi Chulalongkorn au Siam et l'empereur Meiji au Japon.
De nombreux experts japonais furent expédiés en Thaïlande pour aider à moderniser le pays, dans les secteurs tels que le droit, l'éducation ou la sériciculture.

## Alliés pendant la Seconde Guerre mondiale
Le Siam a été allié avec le Japon pendant la Deuxième Guerre mondiale, à la suite de nombreux échanges diplomatiques d'avant-guerre et le commencement d'une invasion japonaise de la Thaïlande.

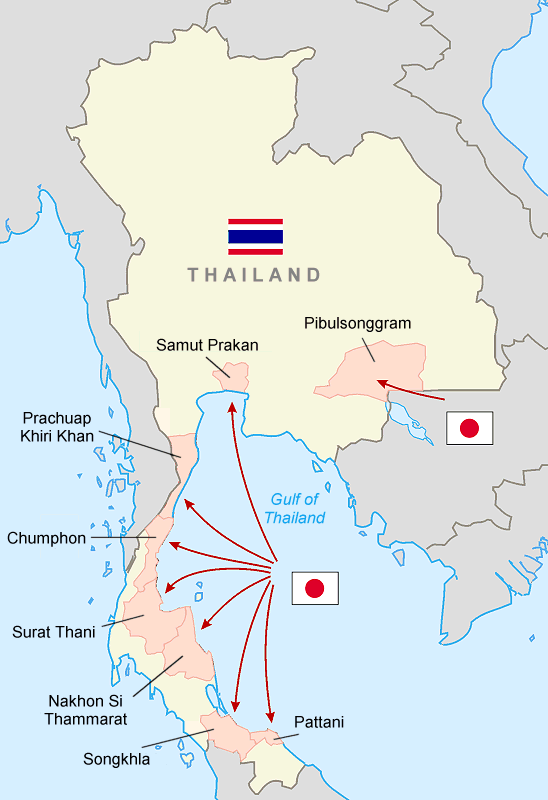
La Thaïlande s'est alliée avec le Japon quelques heures après l'invasion japonaise de la Thaïlande du 8 décembre 1941.

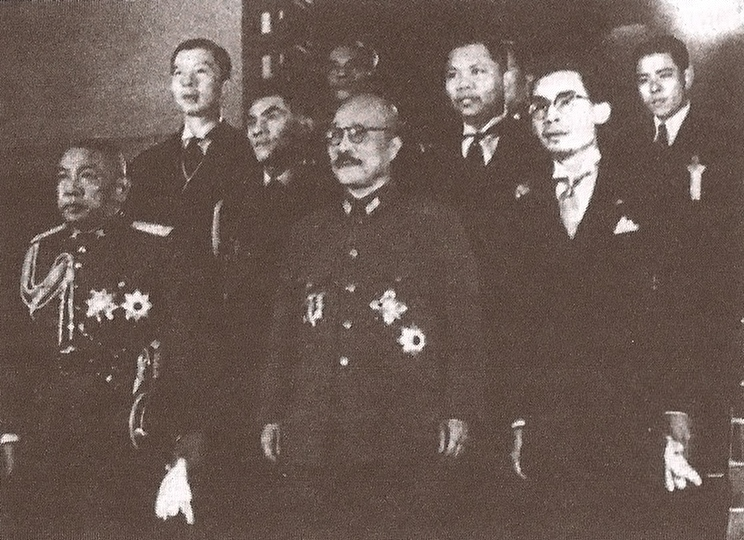
Photographie de Phot Phahonyothin (extrême-gauche) avec Hideki Tōjō (centre) à Tokyo en 1942.

Les Japonais avaient obtenu de Plaek Pibulsonggram une promesse verbale secrète de les soutenir dans une attaque sur la Malaisie et la Birmanie. Cependant, le premier ministre thaï était inconsistant et il était tout à fait prêt à oublier cette promesse si les circonstances changeaient. Son gouvernement avait également demandé aux Anglais et aux Américains des garanties d'appui efficace si la Thaïlande était envahie par le Japon.
Le 8 décembre 1941, l'invasion japonaise de la Thaïlande commença en même temps que celle de la Malaisie. Les Japonais débarquèrent environ 2 000 hommes près de Bangkok, et firent également des atterrissages à Songkhla et à Prachuap Khiri Khan (menant à la bataille de Prachuab Khirikhan). Les troupes thaïes se sont au commencement opposées à l'invasion japonaise, mais cinq heures après l'ultimatum japonais, le gouvernement thaï ordonna à ses troupes de cesser le feu.
Un traité d'alliance fut signé entre la Thaïlande et le Japon le 21 décembre 1941, et le 25 janvier 1942, la Thaïlande déclara la guerre aux États-Unis et au Royaume-Uni. Au mois de mars 1944, Plaek Pibulsonggram prit des arrangements avec l'armée chinoise de Chungking au Yunnan pour lutter contre les Japonais bientôt vaincus.

## Temps modernes

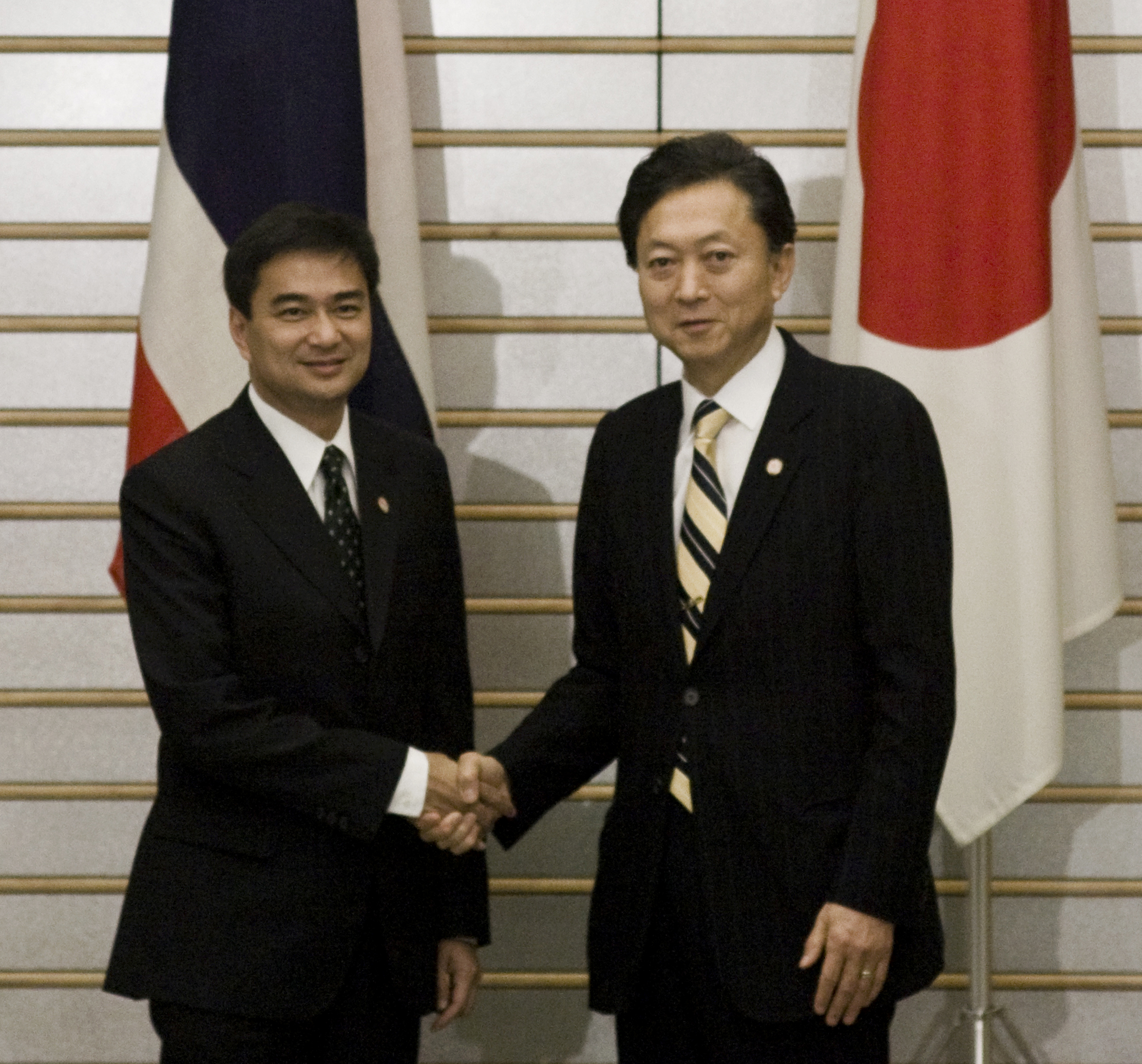
Abhisit Vejjajiva, Premier ministre de Thaïlande, avec Yukio Hatoyama, Premier ministre du Japon, en 2009.

Le Japon est redevenu le partenaire commercial et l'investisseur étranger principal de la Thaïlande. Le Japon est le plus grand fournisseur de la Thaïlande, suivi des États-Unis. Depuis 2005, la montée rapide des exportations des automobiles japonaises (en particulier Toyota, Nissan et Isuzu) a aidé à améliorer spectaculairement la balance commerciale pour le Japon, avec plus d'un million de voitures produites l'année dernière[Quand ?]. En soi, la Thaïlande a rejoint les rangs du top 10 des nations exportatrices d'automobiles.
En 2007, l'accord de partenariat économique Japon-Thaïlande a été signé, visant à encourager le libre échange entre les deux pays après une période de transition de 10 ans.

## Source de la traduction
- (en) Cet article est partiellement ou en totalité issu de l’article de Wikipédia en anglais intitulé « Japan–Thailand relations » (voir la liste des auteurs).